# Ермолка

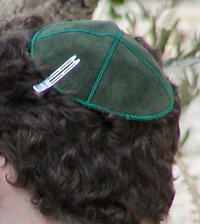
Кипа (ермолка) с заколкой

Ермо́лка, ки́па или кипа́ (ед. ч. ивр. כִּיפָּה‎ кипа, мн. ч. кипо́т; идиш יאַרמולקע‎ я́рмулке) — традиционный еврейский мужской головной убор.
В словаре Даля ермолка — «лёгкая шапочка вплоть по голове, без околыша или какой-либо прибавки; особенно того вида, как на́шивали её евреи». В Энциклопедии «Религия» кипа — «головной убор благочестивого еврея, символизирующий скромность, смирение и благоговение перед Всевышним. Представляет собой маленькую круглую (вязаную или сшитую из ткани) шапочку, прикрывающую макушку». Может носиться отдельно или под верхней шляпой. Ермолку иногда прикрепляют к волосам заколкой.

## Обычай ношения ермолки и его истоки
В давние времена головной убор был знаком контакта с Богом — голову покрывали во время служения Всевышнему (во время молитвы, произнося благословения, изучая Тору и т. д.). Тора (Шмот 28) предписывает коэнам, служащим в Храме, надевать головной убор. Некоторые евреи носили кипу постоянно — этим они хотели показать, что все их поступки направлены на Служение. Смысл этого обычая-правила — показать, что еврей осознает существование Всевышнего и Его мудрость, ценя это даже выше головы, наиболее развитой и важной части человека.— «Кипа – когда и зачем?»

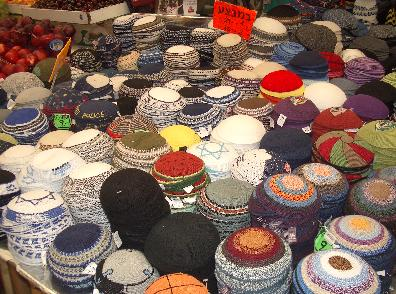
Вязаные ермолки на прилавке в Иерусалиме

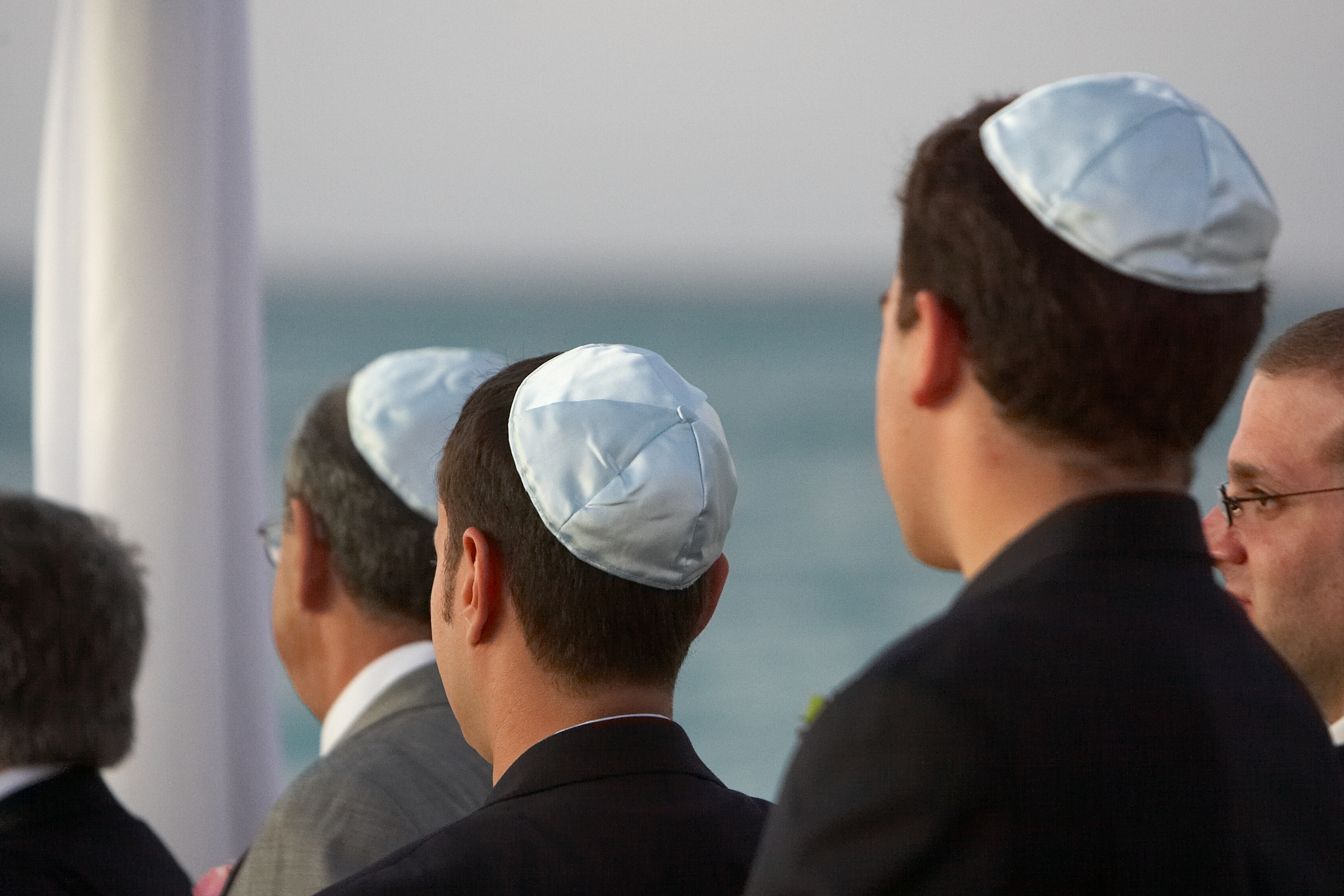
Консервативные иудеи

У христиан мужчина оказывает уважение Богу, снимая головной убор, у иудеев — нося его. В течение дня, особенно во время молитвы или чтения Торы, голова должна быть покрыта кипой. Вместе с тем ношение ермолки является обычаем, но не законом. Нигде в Торе или Талмуде евреям не предписано обязательно покрывать голову. Ортодоксальные евреи носят кипу всегда, консерваторы — в синагоге и во время еды. Реформистский иудаизм считает ношение кипы необязательным. Нерелигиозные евреи надевают кипу при посещении синагоги, во время траура по умершим и на бар-мицве. Неевреи могут надеть ермолку при посещении синагоги или иудейских священных мест, в знак уважения к еврейским традициям они нередко так и делают.

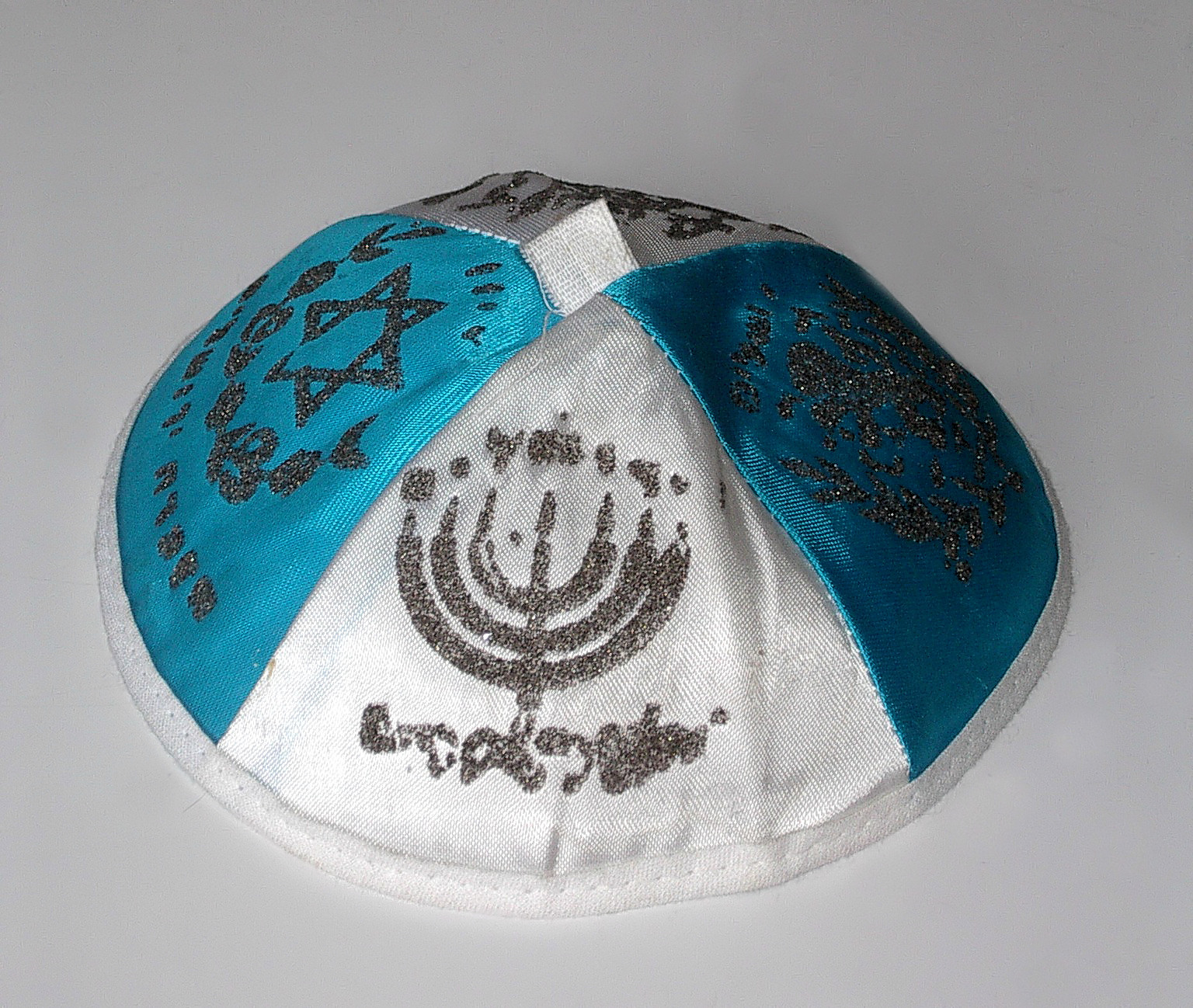
Кипа, украшенная рисунками

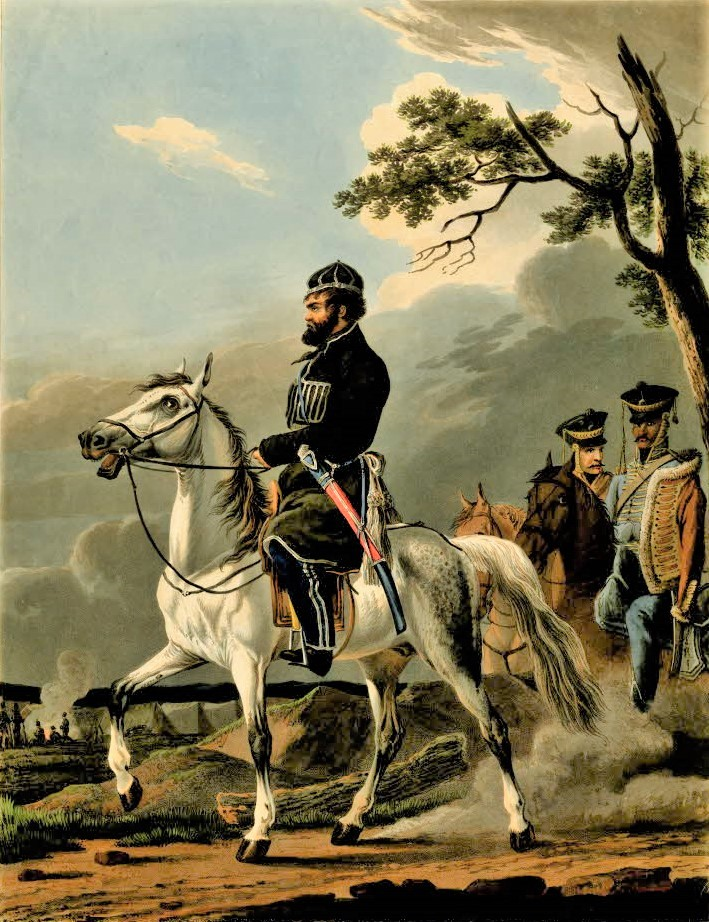
Денис Давыдов в казакине и ермолке

В ортодоксальном иудаизме женщины никогда не надевают кипы, но замужние еврейки покрывают голову платком или париком (после замужества лишь муж может видеть волосы женщины). Хотя согласно традиции кипа — исключительно мужской головной убор, в некоторых современных течениях иудаизма женщинам не возбраняется надевать кипы.

Тем, кто думают, что выбрать ермолку — дело простое, предлагаю посетить магазин «Кипот левин» на площади Шабат или «Кафтор ваферах» на улице Меа шеарим в Иерусалиме. Полки этих магазинов разделены на десятки мелких ячеек, в которых по размерам, материалу, форме разложены ермолки. Вязаные, гладкие черные, шёлковые черные, бархатные, маленькие на большую голову и большие — на маленькую, остроконечные и плоские, шести-, четырёх- и восьмиклинные. Свою ермолку религиозный еврей видит издалека, подходит прямо к полке с тем фасоном, который носят в его общине, и выбирает нужный размер. Хасид, например, никогда не купит бархатную или расшитую ермолку, не говоря уже о вязаной.— А. Фейгин «Еврейская одежда»

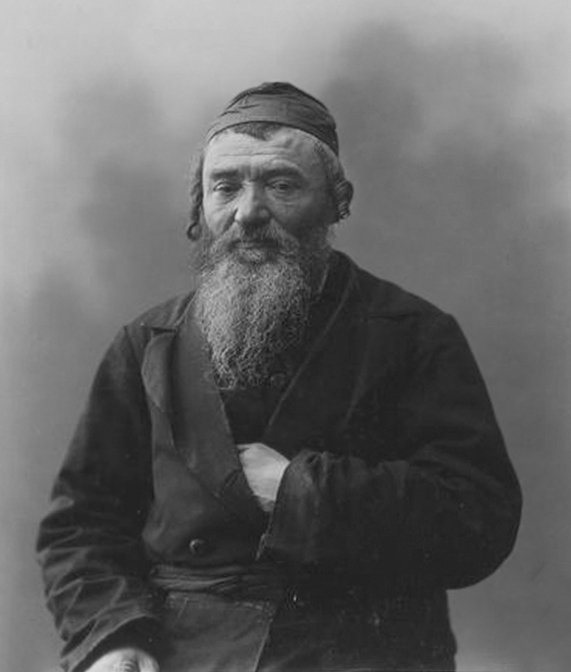
Кишинёвский еврей, около 1900 года

Существуют различные виды ермолок и по их виду (цвету, размеру и материалу) можно легко определить не только религиозность еврея, но и к какому течению и направлению иудаизма относится человек, носящий ермолку. Ашкеназские кипы обычно сшиты из 4 или 6 клиньев ткани строгих цветов, как правило, чёрный верх и белая подкладка. Сефарды предпочитают меньшего размера, цветные, вязаные или украшенные вышивкой. Хасиды носят кипу под шляпой или меховой шапкой. Белые кипы (вайсе ярмулке) носят, например, представители некоторых хасидских дворов, желающие намекнуть на принадлежность к изучающим каббалу (главным образом, хасиды Реб Ареле, называемые также Толдес-Арн) и некоторая часть Бресловских и других хасидов, жителей квартала Меа шеарим). Иногда такая кипа имеет помпончик. Приверженцы движения «Хабад» носят чёрную шестиклинную кипу. Чёрная бархатная ермолка, отороченная чёрными или коричневыми лисьими или собольими хвостами, служит основой хасидского парадного головного убора, называемого штраймл.

Для большинства ортодоксов шляпы, покрывающие всю голову, предпочтительнее ермолок. Хасиды в праздники надевают меховые шапки. Другие, более либеральные ортодоксы носят чёрные ермолки. Течение «современных ортодоксов» (последователи рава Кука) предпочитает совсем маленькие вязаные ермолки. Выражение «кипа сруга» («вязаная кипа») означает общину современных ортодоксов, если о ком-то говорят: «Он кипа сруга», — это значит, что он современный ортодокс.— p. И. Телушкин «Кипа или ермолка». Энциклопедия «Еврейский мир»

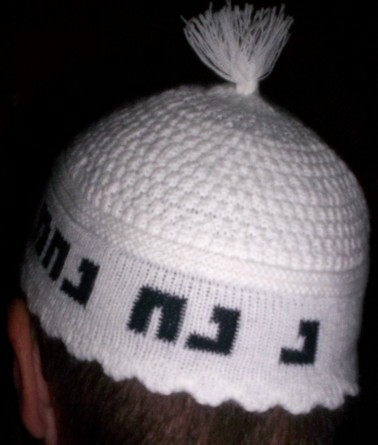
Белая кипа с кисточкой

Женщины-палестинки, проживающие в деревнях на Западном берегу реки Иордан, занимаются вязанием ермолок, которые затем продаются в Израиле.

## Этимология
Слово «ермолка», вероятно, тюркского происхождения, по мнению ряда экспертов, от тюркского ягмурлук — «дождевик» (ср. др.-русск. емурлукъ — «дождевик» от тур. yağmurluk). Непосредственным источником заимствования является польское слово jarmułka, означающее «шляпа».
Еврейская народная этимология связывает слово с арамейской фразой йарэ малка, означающей «трепет перед царём» (имеется в виду Всевышний). Другой вариант — что это «сокращение двух ивритских слов — йерэ ме-элока („боящийся Бога“)».
Согласно еврейской традиции, покрытая голова — знак того, что над вами могучая сила. На иврите слово «кипа» означает «покрытие» или «купол». Эквивалентом ему являются французское calotte и итальянское calotta, оба означающие «купол» в архитектуре.
Израильтяне ставят ударение в слове кипа на втором слоге, как в иврите; в русском языке ударение обычно на первом слоге.

## Иное употребление слова «ермолка»

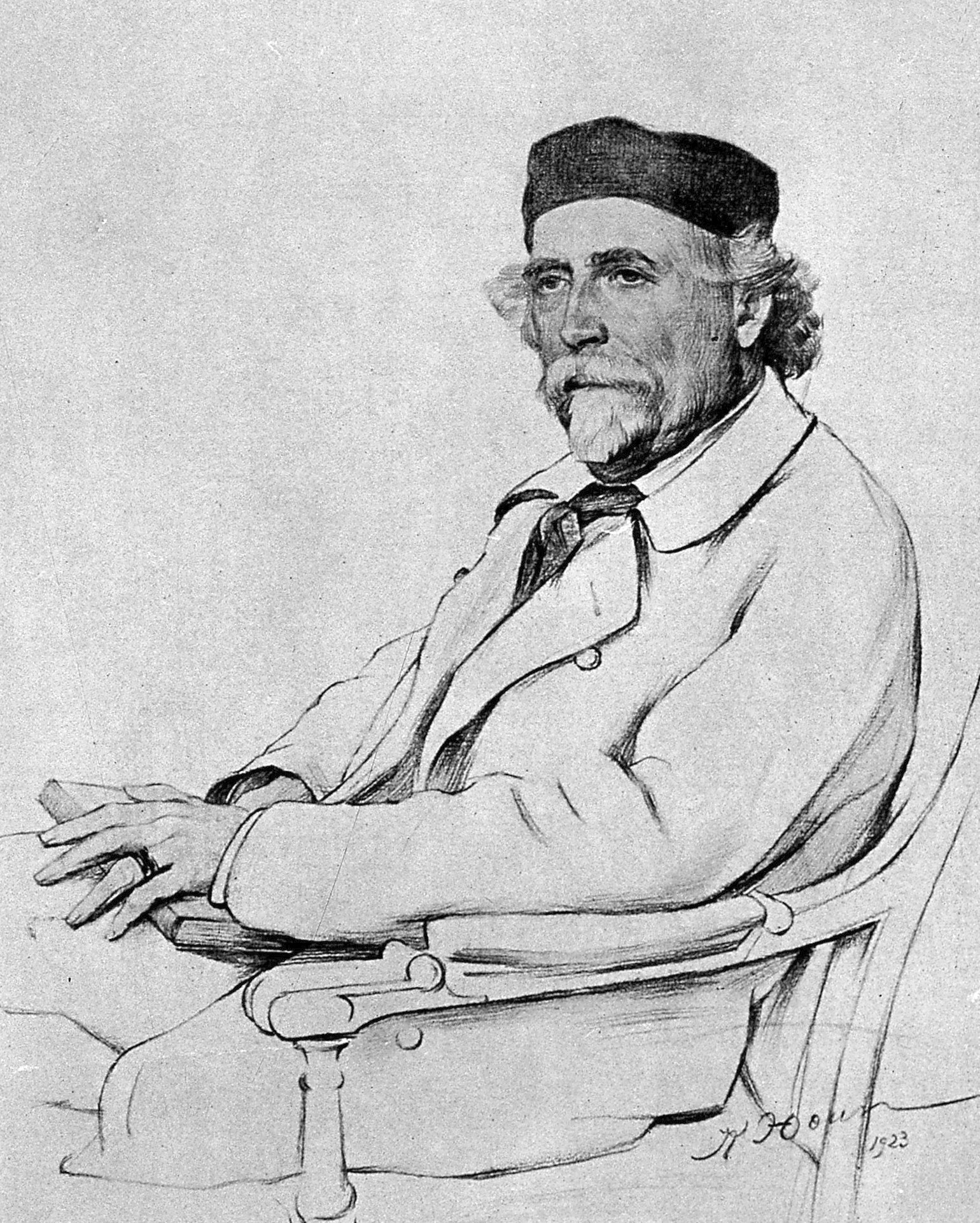
Академик Н. Д. Зелинский в академической ермолке

В отличие от слова «кипа» термин «ермолка» имеет более широкое значение и обозначает небольшую круглую шапочку, которую могут носить не только евреи. В частности, на Руси ермолка была домашним головным убором знатного человека. В Российской империи «ермолкой» называли небольшой головной убор без полей, его носили дома в зимнее время, надевая только с халатом или шлафроком (домашним пиджаком). «Ермолка — круглая мужская шапочка, надеваемая на затылок; носится в комнате» (Попов М. «Полный словарь иностранных слов, вошедших в употребление в русском языке», 1907).
В Воронежской, Курской и Харьковской губерниях в XVIII-XIX вв. ермо́лка, а также еломо́к были синонимами валёнки — русского мужского головного убора для весны, лета и осени из валяной овечьей шерсти, который изготавливался в форме усечённого конуса с плоским или округлым верхом высотой 15-18 см с отогнутыми и прилегающими к тулье высокими полями. Такие головные уборы были распространены с XIV века, однако во второй пол. XIX века начали выходить из обихода, заменяясь картузами.
Такой же головной убор является частью одеяния католического духовенства. После принятия сана и выбривания тонзуры католический священник должен был носить пилеолус или soli Deo (с лат. — «только Богу»). Рассказывают, когда в 1964 году Папа Павел VI посещал Израиль, в газете «Джерузалем пост» появилась фотография: Папу встречает израильский президент Залман Шазар, а подпись под фотографией гласит: «Папа — тот, кто в ермолке».
Также известна академическая ермолка — традиционный головной убор учёных.
Сходны с ермолками круглые сванские шапочки (сванки) из тонкого войлока (обычно серые с отделкой из тесьмы) — элемент национальной одежды сванов (Грузия).
В русском языке существует выражение «свинья в ермолке», впервые употреблено Н. В. Гоголем в «Ревизоре» по отношению к одному из персонажей и означает чванливого человека с необоснованно большими претензиями

«Надзиратель за богоугодным заведением Земляника: совершенная свинья в ермолке».